# مخاطره (فیلم ۱۹۴۸)
مخاطره (انگلیسی: Hazard) یک فیلم به کارگردانی جورج مارشال است که در سال ۱۹۴۸ منتشر شد. از بازیگران آن می‌توان به پائولت گدارد اشاره کرد.